# Sjef van Run
Jozephus Johannes Antonius Franciscus „Sjef“ van Run (* 12. Januar 1904 in ’s-Hertogenbosch; † 17. Dezember 1973 in Eindhoven) war ein niederländischer Fußballspieler.

## Karriere

### Verein
Sjef van Run spielte in der Jugend der VV Boxtel und rückste 1923 in die erste Mannschaft auf, die in der Tweede Klasse vertreten war. Zur Saison 1926/27 wechselte er zur PSV Eindhoven und blieb dem Verein 16 Jahre lang in der Eerste Klasse Zuid treu. Während seiner Vereinszugehörigkeit avancierte er zum Mannschaftskapitän und gewann zweimal die Meisterschaft. Sein letztes Pflichtspiel bestritt er am 6. September 1942.

### Nationalmannschaft
In der Nationalmannschaft der Niederlande debütierte van Run am 29. März 1931 in Amsterdam beim 3:2-Sieg im Freundschaftsspiel gegen Belgien. Mit der „Elftal“ nahm er an der Weltmeisterschaft 1934 in Italien teil.

## Erfolge
- Niederländischer Meister 1929, 1935

### Ehrungen
Die PSV Eindhoven ehrte seinen ehemaligen Spieler durch die Benennung eines Sponsorenraumes im heimischen Philips Stadion, der Sjef van Run Halle. Neben van Run wurde Spielern wie Hans van Breukelen, Eric Gerets und Lieuwe Steiger diese Ehrung zugesprochen.